# La Ercina
La Ercina település Spanyolországban, León tartományban. Lakosainak száma 425 fő (2024).

## Földrajza
La Ercina Cistierna, Gradefes, Vegaquemada, Boñar és Sabero községekkel határos.

## Népesség
A település lakosságának változását az alábbi diagram mutatja:
| Lakosok száma | 709  | 681  | 618  | 584  | 537  | 501  | 473  | 457  | 440  | 425  |
|               | 2001 | 2004 | 2007 | 2009 | 2012 | 2014 | 2017 | 2019 | 2022 | 2024 |